# 渡邉美佳
渡邉 美佳（わたなべ みか、9月27日 - ）は、日本の作詞家、作曲家、編曲家。J-POPからアニメソングまで幅広いジャンルの楽曲を手掛ける。東京都出身。玉川大学卒業。

## 略歴
TVアニメ「コンポラキッド」のオープニングテーマおよびエンディングテーマを歌う二人組女子大生ユニット"Waffle"（ワッフル）のメンバーとしてデビューし、テレビアニメ「ドラゴンボール」のテーマソングでは、キーボード兼コーラスを担当する。
大学卒業後は、原田真二、小泉今日子などのツアーにギタリストとして参加し、サポート・ミュージシャンを務める。
プロダクションの担当者の「曲書いてるのなら出してみれば？」との発言がきっかけとなり、中山美穂主演のテレビドラマ『逢いたい時にあなたはいない…』の主題歌となった「遠い街のどこかで…」で作詞家として、同カップリング曲「Tell me」では作詞作曲を手掛け、作家としてデビューする。ほか、ハロー!プロジェクトが歌う楽曲で、編曲家としても活動を始める。
テレビアニメ「ONE PIECE」のテーマソングや、「キディグレイド」「デジモン」「ネギま!」「みなみけ」「マリア様がみてる」などアニメーション番組のアニメでの主題歌や挿入歌の作詞、作曲、または編曲を担当し、アニメ「花咲くいろは」により行われるようになった「石川県ぼんぼり祭り」で祈りの歌として歌い継がれることになった「Ray of Light」と「ぼんぼり夜」の作詞を手掛ける。声優のソロでは、田村ゆかり、野川さくら等に多数の作品を提供している。
ゲーム関連では「ときめきメモリアル」「テイルズオブファンタジア」「テイルズオブシンフォニア」等の楽曲制作に携わるほか、英詞の依頼も多く、テレビアニメ「灰羽連盟」の劇中歌や、テレビアニメ「喰霊 -零-」挿入歌「Dark Side of the Light」でも英語詞を担当している。
現在はそれまで所属していた事務所″コンポジラ″から独立し、フリーの音楽家として活動している。

## 主な提供作品

### 作詞
中山美穂
「遠い街のどこかで…」（1991年）
水越恵子
「愛を聞かせて」（1994年）
宇都宮隆
「one&one/line」（2000年）「Secret Garden」（2002年）
田村ゆかり
「薔薇のロマンセ 月のセレーネ」（2005年）
河井英里
「ALMATERIA」（2007年）
杉並児童合唱団
「ぼんぼり夜」〔「花咲くいろは」より〕（2011年）
KAT-TUN
「儚い指先」「WALKING IN THE LIGHT」（2012年）
亀梨和也
「Plastic Tears」（2019年）

### 作曲
中山美穂
「Spiritual Kisses」（1996年）「少年の瞳〜For Knack」（1998年）「あきるまで」「ビシソワーズ フラワー」「Mark」（1999年）

### 作詞・作曲
中山美穂
「Tell Me」（1991年）「灼熱の心」〔詞は中山との共作〕（1992年）
田村ゆかり
「fantasia」（2005年）
ももいろクローバーZ（百田夏菜子ソロ）
「太陽とえくぼ」（2011年）

### 作詞・作曲・編曲
野川さくら
「ただいま！」「秘密の箱」「空の花園」（2006年）

### 編曲
Various Artists
「サンタクロースがやってくる」「風も雪も友達だ」〔久保寛一郎との共作〕（2001年）